# 板野道夫
板野 道夫（いたの みちお、1902年（明治35年）11月21日 - 1969年（昭和44年）3月28日 ）は、日本の実業家。関西配電取締役を経て関西電力常務取締役となり、オーム社理事も務めた。大阪陶業（現：日本ネットワークサポート）代表取締役・会長。岡山県総社市出身。

## 経歴

### 生い立ち
1902年（明治35年）岡山県吉備郡秦村（現：総社市秦）の板野柳一の長男として出生。その後、旧制岡山県立高梁中学（現：岡山県立高梁高等学校）へ進学する。同期には、京城帝国大学教授となる森谷克己がいた。1921年（大正10年）同校を卒業し、第六高等学校文科乙類へ進学する。森谷と同じクラスであった。1924年（大正13年）同校を卒業し、森谷は東大法学部へ、板野は京都帝国大学法学部へそれぞれ進学した。1927年（昭和2年）3月に同校を卒業する。

### 電気会社へ就職後
板野は大学卒業後、直ぐに京都電燈へ入社する。庶務課庶務係となった。この翌年である1928年（昭和3年）に板野に転機が訪れる。同郷の高梁中学の先輩である田邊隆二（後の京都電燈社長）が逓信省を退省して京電の常務取締役となった。これにより、板野は出世コースを歩むことになる。1935年（昭和10年）6月、板野が32歳のとき、満州国新京市にある山佐土地建物株式会社の監査役となる。その後、1937年（昭和12年）には、34歳で早くも京電の庶務課長となる。その後同年には、同社の伏見支店長となった。
京電時代はこのまま伏見支店長を続けていたが、1942年（昭和17年）に国主導の戦時配電統制令によって50年以上続いた京電は解散となる。その後、京電の設備は全て関西配電に引き継がれ、その初代社長に同郷の先輩である田邊隆二が就任する。板野は、関西配電京都支店の秘書課長となり、田邊社長をサポートした。また、大政翼賛会の京都市支部参与にも就任する。その後、同社の東京及び上京配電局長を経て、第二次世界大戦後の1946年（昭和21年）、板野が43歳で関西配電取締役に就任し、京都支店長となった。
板野は、大政翼賛会に所属していたが奇跡的に公職追放を免れている。1951年（昭和26年）には関西配電が解散し、後継会社の関西電力が誕生する。また、同年には電気事業関係の出版社であるオーム社の理事にも就任した。翌、1952年（昭和27年）には、関西電力本店常務へ昇進した。尚、同社の副社長は森寿五郎（旧制高梁中学の先輩）であり、田邊亡き後、板野は森寿五郎を経営面で支えた。1957年（昭和32年）には、関西配電から11年務めてきた取締役を54歳で退任する。
その後、すぐに関西電力と取引があった碍子製造企業の大阪陶業（後の大トー）の社長へ招聘される。1962年（昭和37年）には同社の会長に就任し、後任の藤田友次郎へ実権を譲った。1965年（昭和40年）板野が62歳のときには、会長を引退し大阪陶業の相談役に就任した。この後、関電興業（現：関電プラント）の監査役も務める。
取締役退任後も板野は精力的に活動していたが、1969年（昭和44年）3月28日午後7時30分、慢性すい臓炎で死去した。享年66歳であった。